# 揺れる大地
『揺れる大地』（ゆれるだいち、イタリア語: La terra trema: episodio del mare, 「揺れる大地 海の挿話」の意）は、1948年公開のイタリア映画である。監督はルキノ・ヴィスコンティ。モノクロ、スタンダード、160分。
シチリア島の漁村を舞台に、漁民一家のたどる辛苦の日々をドキュメンタリータッチで描いた、ネオ・レアリズモの代表的作品。全篇がシチリアの漁村アーチ・トレッツァで撮影され、出演者は全員シチリア島に住む素人で、台詞も全てシチリア方言が使われた（原作でもシチリア方言が使われている）。ヴェネツィア国際映画祭では国際賞を受賞した。また、1952年に英国映画協会が発表した「映画史上最高の作品ベストテン・映画批評家が選ぶベストテン」で第9位にランキングされた。
ジョヴァンニ・ヴェルガの小説『マラヴォリア家の人々』を元にしているが、ヴィスコンティは主人公のウントーニ以外のエピソードをカットし、他の登場人物の名前はヴェルガの別作品から拝借するなど、大きく手を加えている。
「海の挿話」という副題がついているのは、本作が当初はイタリア共産党の製作によるシチリアの労働者についてのドキュメンタリー3部作の第一弾となる予定だったからである。他の2作は製作されなかった。
なお、本作にはフランチェスコ・ロージとフランコ・ゼフィレッリが助監督として参加している。

## ストーリー
シチリアの漁村アーチ・トレッツァで、ヴァラストロ一家は代々漁業を営んできた。漁に出たまま帰らない父に代わって一家を支える長男のウントーニは、仲買人に搾取される構造に疑問を抱き、自ら競りに出すことを思いつくが、仲買人と喧嘩を起こして逮捕されてしまう。
釈放されたあと、家を抵当に入れて借金をし、鰯の加工をはじめるが、嵐の日に漁に出て船と漁具を失ってしまう。鰯は安値で仲買人に買い叩かれ、家は銀行に差し押さえられ、恋人には捨てられ、弟は密輸商人になり、祖父は入院し、一家はあばら家に住むことになる。ウントーニは酒に溺れるようになった。
仲買人の新しい船の進水式の日に、かつて自分のものだった船を見に行ったウントーニはそこで出会った少女ローザに励まされて、弟たちとともに仲買人の船に乗せてもらうように頼みに行った。

## キャスト
- ウントーニ：アントニオ・アルチディアコノ
- コーラ：ジュゼッペ・アルチディアコノ
- ヴァンニ：アントニオ・ミカーレ
- アルフィオ：サルヴァトーレ・ヴィカーリ
- 祖父：ジョヴァンニ・グレコ
- ドン・サルヴァトーレ：ロザリオ・ガルヴァーニョ